# Oberamt Neuhof (Fürstentum Bayreuth)
Das Oberamt Neuhof war eines von den 13 Verwaltungsgebieten des Fürstentums Bayreuth.

## Geschichte
Die Kastenämter Dietenhofen und Bonnhof bildeten ursprünglich die Propstei Bonnhof des Klosters Heilsbronn. Das Kastenamt Neuhof und das Stadtvogteiamt Markt Erlbach bildeten ursprünglich die Propstei Neuhof. Mit der Säkularisation des Klosters durch die Reformation fielen die Ämter an das Fürstentum Bayreuth.
1720 wurde das Oberamt Neuhof gebildet. Zuletzt erstreckte sich die Landesherrschaft (Hochgericht, Niedergericht außerhalb des Etters, Kirchenhoheit, Steuerhoheit u. a.) auf ein Gebiet, das ungefähr dem Landgericht Markt Erlbach entsprach.
In der Grundherrschaft einzelner Anwesen gab es Fremdherren, sowie das Oberamt Neuhof auch außerhalb seines Fraischbezirkes grundherrschaftliche Ansprüche hatte.
Ab 1791/92 wurde das Fürstentum Bayreuth von dem preußischen Staat als Ansbach-Bayreuth verwaltet. Damit ging das Oberamt Neuhof in dem Neustädter Kreis auf.

## Stadtvogteiamt Markt Erlbach
Das Stadtvogteiamt Markt Erlbach übte das Hochgericht über sämtliche Orte des Oberamts Neuhof aus.
Es hatte die Dorf- und Gemeindeherrschaft über folgende Orte inne:
Altziegenrück, Buchen, Markt Erlbach, Eschenbach, Hagenhofen, Klausaurach, Mettelaurach, Morbach, Oberulsenbach.
Das Stadtvogteiamt Markt Erlbach hatte in folgenden Orten Grundherrschaften (in Klammern ist die Zahl der Anwesen angegeben):
- Unmittelbar: Altziegenrück (10), Buchen (5), Markt Erlbach (73), Eschenbach (8), Hagenhofen (9), Klausaurach (6), Losaurach (3), Mettelaurach (14), Morbach (2), Neidhardswinden (?), Oberulsenbach (3), Pilsenmühle (1).
- Mittelbar: Rat Markt Erlbach: Markt Erlbach (10); Pfarrei Markt Erlbach: Klausaurach (2).

## Kastenamt Neuhof
Das Kastenamt Neuhof hatte die Dorf- und Gemeindeherrschaft über folgende Orte inne:
Adelsdorf, Altkatterbach, Altselingsbach, Andorf (z. T.), Dietenholz (z. T.), Dippoldsberg, Einersdorf (z. T.), Frickendorf (z. T.), Haidt, Herpersdorf, Hirschneuses, Hohenroth, Jobstgreuth, Kettenhöfstetten, Kirchfarrnbach, Kreben, Lentersdorf, Linden, Meiersberg, Neuhof an der Zenn, Neukatterbach, Neuselingsbach, Neuziegenrück, Oberfeldbrecht, Oberndorf, Oberschlauersbach (z. T.), Rothenhof, Ruppersdorf, Rütteldorf, Seubersdorf, Siedelbach, Spielberg, Stöckach (z. T.), Unterfeldbrecht, Unterulsenbach, Vockenroth, Wilhelmsgreuth.
Das Kastenamt Neuhof hatte in folgenden Orten Grundherrschaften (in Klammern ist die Zahl der Anwesen angegeben):
- Unmittelbar: Adelsdorf (8), Altkatterbach (4), Altselingsbach (11), Altziegenrück (10), Andorf (4½), Auerbach (1), Ballersdorf (1), Dietenhofen (8), Dietenholz (5), Dietrichshof (1), Dippoldsberg (14), Dürrnbuch (2), Dürrnfarrnbach (4), Eichelberg (2), Einersdorf (1), Eschenbach (9), Flachslanden (1), Frickendorf (2), Götteldorf (1), Hagenhofen (4), Haidt (2), Herpersdorf (12), Hirschneuses (26), Hohenroth (10), Hüttendorf (6), Jobstgreuth (17), Kemmathen (1), Kettenhöfstetten (20), Kirchfarrnbach (1), Kreben (6), Lentersdorf (5), Linden (36), Markt Erlbach (14), Mausdorf (5), Meiersberg (8), Neuhof (80), Neukatterbach (17), Neuselingsbach (6), Neuziegenrück (9), Oberfeldbrecht (11), Oberndorf (3), Oberreichenbach (4), Oberschlauersbach (8), Rothenhof (1), Ruppersdorf (8), Rütteldorf (7), Seubersdorf (10), Siedelbach (7), Spielberg (3), Stöckach (1), Unterfeldbrecht (15), Unterschlauersbach (1), Unterulsenbach (9), Vockenroth (3), Wilhelmsgreuth (7), Wittinghof (1).
- Mittelbar: Pfarrei Markt Erlbach: Klausaurach (2), Oberroßbach (3); Pfarrei Kirchfarrnbach: Kirchfarrnbach (5), Kreben (1); Pfarrei Linden: Kappersberg (1); Pfarrei Trautskirchen: Einersdorf (1).

## Kastenamt Dietenhofen-Bonnhof

### Amt Dietenhofen
Das Amt Dietenhofen hatte die Dorf- und Gemeindeherrschaft über folgende Orte inne:
Adelmannsdorf, Dietenhofen, Ebersdorf, Frickendorf (z. T.) Götteldorf, Haunoldshofen, Leonrod, Neudorf, Rüdern.
Das Amt Dietenhofen hatte in folgenden Orten Grundherrschaften (in Klammern ist die Zahl der Anwesen angegeben):
- Unmittelbar: Adelmannsdorf (3), Dietenhofen (56), Ebersdorf (9), Frickendorf (3), Götteldorf (10), Haunoldshofen (2), Kehlmünz (2), Kirchfembach (2), Kleinhaslach (3), Leonrod (24), Methlach (1), Neudietenholz (1), Neudorf (9), Rüdern (5), Unterfeldbrecht (1), Unternbibert (1), Vincenzenbronn (2), Walburgswinden (1)
- Mittelbar: Pfarrei Dietenhofen: Dietenhofen (1), Götteldorf (3), Kleinhaslach (5), Oberreichenbach (4), Oberschlauersbach (1), Seubersdorf (1), Unterschlauersbach (2).

### Amt Bonnhof
Das Amt Bonnhof hatte die Dorf- und Gemeindeherrschaft über folgende Orte inne:
Betzendorf, Bonnhof, Böllingsdorf, Bürglein, Clarsbach, Gottmannsdorf, Hörleinsdorf, Kehlmünz, Kleinhaslach, Kleinweismannsdorf, Markttriebendorf, Müncherlbach, Neuhöflein, Raitersaich, Schwaighausen, Unterschlauersbach.
Das Amt Bonnhof hatte in folgenden Orten Grundherrschaften (in Klammern ist die Zahl der Anwesen angegeben):
- Unmittelbar: Betzendorf (13), Bonnhof (20), Böllingsdorf (8), Bürglein (17), Clarsbach (4), Gottmannsdorf (7), Hörleinsdorf (7), Kehlmünz (6), Kleinhaslach (15), Kleinweismannsdorf (5), Markttriebendorf (10), Müncherlbach (5), Neuhöflein (8), Raitersaich (6), Schwaighausen (4), Unterschlauersbach (23).